# Clem De Ridder
Clement (Clem) De Ridder (Opwijk, 24 juni 1920 – Bertem, 30 oktober 2013) was een Belgische Vlaamsgezind activist, componist en schrijver.
Hij was secretaris-generaal en voorzitter van het Davidsfonds. In 1966 stond hij mee aan de wieg van het OVV.
Clem De Ridder schreef onder andere toneelwerken, radio- en televisiescripts, bindteksten voor het Vlaams Nationaal Zangfeest van het ANZ en de IJzerbedevaart. Daarnaast was hij de auteur van tientallen liedteksten die vaak door Emiel Hullebroeck op muziek werden gezet.

## Levensloop
De Ridder behaalde het onderwijzersdiploma aan de normaalschool Sint-Jan Berchmans in Oostakker, en deed verdere studies aan het regentaat Sint-Thomas in Brussel en de Katholieke Universiteit Leuven.
Hij trouwde met Angela De Koster en ze hadden twee zoons (Jan en Wout) en een dochter, Veerle, die trouwde met Edgard Goedleven.
In 1942 werd hij ambtenaar bij de Nationale Landbouw- en Voedingscorporatie. In 1942 werd hij lid van het VNV en in 1945 zat hij acht maanden gevangen, na een veroordeling tot twee jaar cel wegens culturele collaboratie.
In 1947 werd hij medewerker van Eduard Amter (1898-1969), de toenmalig secretaris-generaal van het Davidsfonds. In 1957 werd hij diens secretaris. In 1964 volgde hij hem op in de functie van secretaris-generaal. Rond 1973 nam hij ontslag uit het Davidsfonds, hiermee protesterend tegen de progressistische en linkse invloeden in de nasleep van de Mei 68-mentaliteit, die indruisten tegen zijn christelijke en Vlaamse basisprincipes. Hij werd directeur van het Contact- en Cultuurcentrum Brussel en oefende dit ambt uit tot aan zijn pensionering in 1980. In 1977, nadat de contestatiestorm uitgeschakeld was, werd hij verkozen tot voorzitter van het Davidsfonds, wat hij bleef tot in 1986.

## Vlaamse verenigingen
Hij was de oprichter van het "Overlegcentrum van Vlaamse Verenigingen" in 1964, maar het OVV stak eerst van wal op 13 mei 1966 met 30 toegetreden verenigingen (in 1968 waren dat er al 49, en in 2006 nog steeds). Betogingen werden georganiseerd, onder meer in 1967 voor de overheveling van 'Leuven Frans' naar Wallonië en de splitsing van de VUB in een Nederlandstalige en een Franstalige universiteit.
Voorts richtte het OVV in 1971 een 'Algemeen Vlaams Congres' in met eisen voor:
- een fusie van de 19 Brusselse gemeenten;
- de oprichting van een afzonderlijk kiesarrondissement Halle-Vilvoorde;
- de definitieve afbakening van Brussel-19 en strikte toepassing van de taalwetgeving.

In juli 1972 publiceerde het OVV een "Vlaams Manifest voor Brussel" met een zeven-puntenprogramma voor Brussel, ondertekend door 94 prominente Vlamingen. Op 24 november 1974 werd een tweede betoging ingericht in Halle, gericht tegen de verdere uitbreiding van het aantal gemeenten met faciliteiten, tegen de verfransing in Vlaams-Brabant en voor de beperking van Brussel-19.
Op 25 mei 1976 werd tijdens de herdenkingszitting n.a.v. het tienjarig bestaan van het OVV "Een verklaring van de Acht" voorgelezen, een tekst ondertekend door acht Vlaamse schrijvers, nl.: André Demedts, Marnix Gijsen, Louis Paul Boon, Hubert Lampo, Gerard Walschap, Maria Rosseels, Albert Westerlinck en Anton van Wilderode. In die tekst werd opgeroepen om de taalgrens en de afbakening van Brussel-19 als definitief te beschouwen.
In 1977 werd het Egmontpact afgesloten door de meerderheidspartijen met onder meer een hervorming van de staatsinstellingen, maar het bevatte ook het 'inschrijvingsrecht' voor de Franstaligen uit 14 Vlaams-Brabantse gemeenten, waaronder de zes zogenaamde faciliteitengemeenten. Daardoor konden zij zich fictief inschrijven in een Brusselse gemeente met het oog op taalkundige faciliteiten en stemrecht in Brussel. Het Davidsfonds onder leiding van Clem De Ridder verzette zich fel tegen dit pact. Er werd een Ant-Egmontcomité opgericht dat verschillende betogingen op het getouw zette, onder meer ook onder het motto zelfbestuur voor Vlaanderen in een nieuwe staathervorming. Het al goedgekeurde Egmontpact werd afgeschoten en kwam er niet.

## Cantusliederen
Clem De Ridder schreef de tekst van de cantusliederen:
- De slag van het stadhuis
- Lieve Vrouw der Lage Landen
- Rodenbachlied
- Zelfbestuur

## Publicaties
- Yvonne Vanhaegendoren-Groffi, Leuven: Katholieke Vlaamse Meisjes-Gidsen, 1954
- (met Willem De Meyer) Zingen wij ons eigen lied: Honderd liederen uit Vlaanderens liederschat, Hasselt: Heideland, Vlaamse Pocket 204, 1966; 6de druk, 1973
- Lied van mijn land: Een bloemlezing gedichten over Vlaanderen, zijn volk en zijn strijd, Leuven: Davidsfonds, 1975
- (met Rik De Ghein) Een halve eeuw Vlaams idealisme: De IJzerbedevaarten in de archieven van het IJzerbedevaartcomité en De Standaard en haar lezers, Tielt: Lannoo, 1977
- (met Valeer Vanbekbergen) De zeven dagen, Leuven: Davidsfonds, 1979
- Geliefde gedichten uit de Nederlandse poëzie, Leuven: Davidsfonds, 1981, 502 p.
- (met Mark Deweerdt en Roger Dillemans) Wegwijs politiek, Leuven: Davidsfonds, 1994

## Eerbetoon
Clem De Ridder was erevoorzitter van het Davidsfonds, en werd vereerd met:
- de André Demedtsprijs (1978);
- de Visser-Neerlandiaprijs;
- de Klauwaertprijs;
- de Marnix-ring Erepenning;
- de Ere-medaille van het Vlaams Parlement.